# Megachile tulariana
Megachile tulariana är en biart som beskrevs av Mitchell 1937. Megachile tulariana ingår i släktet tapetserarbin, och familjen buksamlarbin. Inga underarter finns listade i Catalogue of Life.